# Synożupannyki
Synożupannyki (Błękitna Dywizja) – dwie ukraińskie dywizje, uformowane po pokoju brzeskim między Ukraińską Republiką Ludową a Państwami Centralnymi (9 lutego 1918), na podstawie umowy ukraińskiej delegacji pokojowej z Niemcami, wskutek zabiegów działaczy Związku Wyzwolenia Ukrainy (SWU).

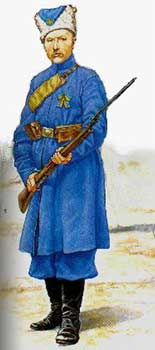
Żołnierz Synożupannyków

SWU prowadził akcję propagandową wśród ukraińskich jeńców z armii rosyjskiej. Zaczęto ich grupować w osobnych obozach szkoleniowych Reistadt, Wetzlar, Salzwedel, z myślą utworzenia ukraińskich oddziałów wojskowych. Pracę propagandowo-wychowawczą w obozach prowadził delegat SWU Ołeksandr Skoropys-Jołtuchowśkyj. Początkowo uformowano 2 pułki piechoty, które w lutym 1918 przeniesiono na Wołyń. Tam stały się one podstawą formowania dwóch dywizji piechoty, zwanych od koloru płaszczy synożupannykami (niebieskimi szynelami).
Każda dywizja składała się z 4 pułków piechoty (po 1200 żołnierzy i oficerów) i jednego pułku artylerii.
Dowódcą 1 Dywizji był gen. Wiktor Zelinski. Ostateczne jej formowanie odbyło się w Kowlu, stamtąd w połowie marca 1918 wyruszyła do Kijowa. Z rozkazu ministra URL Ołeksandra Żukowskiego miała być ona rozbrojona, ale 27 kwietnia 1918 rozbroili ją Niemcy (w przeddzień przewrotu hetmańskiego 29 kwietnia 1918).
2 Dywizja, formowana w Hołobach na Wołyniu, została również rozformowana przez Niemców przed planowanym wyjazdem do Kijowa.
Wielu żołnierzy tych dywizji odegrało dużą rolę w działaniach wojennych, walcząc w składzie innych związków taktycznych.
Za czasów Dyrektoriatu podjęto próbę odnowienia Dywizji, formując 7 Błękitny Pułk wchodzący w skład 3 Żelaznej Dywizji armii URL.